# Acrodermitis crónica atrófica
La acrodermatitis crónica atrófica, también conocida como "enfermedad de Herxheimer", o "atrofia difusa primaria", es una erupción cutánea indicativa de la tercera o última etapa de la enfermedad de Lyme.
Es una condición dermatológica que tiene un curso crónico progresivo y finalmente lleva a una atrofia generalizada de la piel. Por lo general se observa la afectación del sistema nervioso periférico, específicamente la polineuropatía.
Este proceso progresivo de la piel se debe a una infección activa continua con la esporiqueta Borrelia afzelii. B afzelii es la fisiopatología predominante, pero puede no ser el agente etiológico exclusivo de la acrodermitis crónica atrófica. También se detectó la presencia de Borrelia garinii.

## Historia
El primer registro de acrodermitis crónica atrófica fue hecho en 1883 en Breslau, Alemania, donde un médico llamado Alfred Buchwald lo delineó por primera vez.
Herzheimer y Hartmann lo describieron en 1902 como una atrofia cutánea similar al "papel de seda".

## Presentación
La erupción provocada por acrodermitis crónica atrófica es más evidente en las extremidades comenzando con una fase inflamatoria con decoloración rojo azulada y una inflamación cutánea que concluye en varios meses o años después con una fase atrófica. También pueden desarrollarse placas escleróticas en la piel. Mientras la acrodermitis crónica atrófica progresa, la piel comienza a arrugarse.